# Departamento Marcos Juárez
Marcos Juárez es un departamento ubicado en la provincia de Córdoba (Argentina).
La cabecera del departamento Marcos Juárez, de 9 204 km², es la ciudad homónima.

## Formación política
Una vez producida la unión nacional, se comenzó a poner mayor énfasis en la organización del territorio y en la gestión del Estado. En 1860, esta jurisdicción fue separada en dos, dando origen al departamento homónimo y al de Unión.
Al año siguiente, la pedanía Ballesteros fue transferida de Tercero Abajo al recientemente creado departamento Unión. Este último fue dividido en dos por medio de una ley, sancionada el 16 de noviembre de 1888 durante el gobierno de José Echenique: la parte oriental pasó a denominarse Marcos Juárez, mientras que la occidental seguiría llamándose Unión.

## Economía
Marcos Juárez tiene su economía ligada de manera definitiva al campo. Pero a diferencia de otras unidades del sur, esta jurisdicción está acompañada por una gama de pequeñas, medianas y grandes industrias.
En cuanto a las principales existencias ganaderas, el Censo Nacional Agropecuario de 2002 reflejó la importancia de los porcinos, con 79.805 cabezas y los bovinos, con 286.327 cabezas.
La agricultura es otros de los pilares de la economía departamental, cuyas mayores participaciones son la soja, el trigo y el maíz, entre otros cultivos. Esta actividad demanda una amplia red de silos para el acopio y una aceitada logística para el transporte de los granos.

## Demografía
Al igual que lo acontecido en otros departamentos de la llanura sudoriental de la provincia, Marcos Juárez sufrió una sensible disminución de sus habitantes durante el período 1947-1960. Desde entonces, la población departamental viene creciendo lentamente.
Una característica demográfica es la distribución de la población en distintas localidades. La ciudad de Marcos Juárez, principal centro urbano, contenía un poco más del 24 % de los residentes de esta unidad política.

### Estructura
Según el censo 2022 la población total del departamento es de 107 764 personas, repartidas en 
55 282 mujeres y 52 482 hombres, con un índice de masculinidad de 94,9 hombres por cada 100 mujeres. 
La edad mediana de la población es de 36 años (38 años entre las mujeres y 35 años entre los hombres).
El 15,9% de la población tiene más de 65 años (frente al 15,0% en 2010), y el 3,8% de la población tiene más de 80 años (frente al 3,9% en 2010)

### Salud y educación
El 71,3% de la población tiene al menos un tipo de cobertura de salud. 
Unas 30 481 personas asisten a algún tipo de establecimiento educativo de cualquier nivel y unas 12 607 personas tienen un título terciario o superior (17,0% sobre el total de la población instruida). La tasa de alfabetización es del 99,8

### Migraciones
De las personas residentes en el departamento, unas 17 308 (16,0% del total de población) nacieron en otra provincia, y unas  857 (0,8% del total de población) lo hicieron fuera del país, siendo los grupos de inmigrantes más numerosos los provenientes de:
- Paraguay: 272 personas
- Bolivia: 123 personas
- Chile: 62 personas
- Italia: 44 personas
- Uruguay: 39 personas

### Hogares
En el departamento hay un total de 49 366 viviendas  y 41 894 hogares. 
En cuanto al régimen de tenencia y regularidad de la propiedad de las viviendas, el 64,8% es propia, el 20,6% es alquilada, el 7,6% es cedida o prestada, y el resto se encuentra en otra situación.
Sobre el total de hogares, 38 877 (92,8% del total) tienen acceso a red pública de agua corriente, 20 222 (48,6% del total) tienen desagüe y descarga a red pública cloacal, 26 546 (63,3% del total) tienen acceso a red pública de gas, y 33 676 (80,4% del total) tienen acceso a red de internet en la vivienda. 

## Pedanías

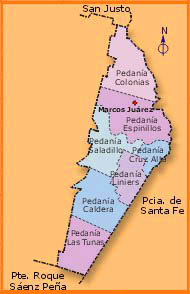
Pedanías.

Catastralmente el departamento se divide en 7 pedanías: 
- Caldera
- Colonias
- Cruz Alta
- Espinillos
- Las Tunas
- Liniers
- Saladillo

## Localidades y gobiernos locales
El departamento comprende 22 gobiernos locales, cuyos ejidos municipales no son colindantes y por tanto no ocupan la totalidad del territorio departamental. 
Se encuentran categorizados en 19 municipios:
- Alejo Ledesma
- Arias
- Camilo Aldao
- Capitán General Bernardo O'Higgins
- Cavanagh
- Colonia Italiana
- Corral de Bustos
- Cruz Alta
- General Baldissera
- General Roca
- Guatimozín
- Inriville
- Isla Verde
- Leones
- Los Surgentes
- Marcos Juárez
- Monte Buey
- Saira

Y 3 comunas:
- Colonia Barge
- Saladillo
- Villa Elisa

La localidad de Colonia Veinticinco no se constituye en un gobierno local y se encuentra dentro del ejido municipal de Los Surgentes.

## Sismicidad
La sismicidad de la región de Córdoba es frecuente y de intensidad baja, y un silencio sísmico de terremotos medios a graves cada 30 años en áreas aleatorias. Sus últimas expresiones se produjeron:
- 22 de septiembre de 1908 (116 años), a las 17.00 UTC-3, con 6,5 Richter, escala de Mercalli VII; ubicación 30°30′0″S 64°30′0″O / -30.50000, -64.50000; profundidad: 100 km; produjo daños en Deán Funes, Cruz del Eje y Soto, provincia de Córdoba, y en el sur de las provincias de Santiago del Estero, La Rioja y Catamarca[24]

- 16 de enero de 1947 (78 años), a las 2.37 UTC-3, con una magnitud aproximadamente de 5,5 en la escala de Richter (terremoto de Córdoba de 1947)[23]

- 28 de marzo de 1955 (70 años), a las 6.20 UTC-3 con 6,9 Richter: además de la gravedad física del fenómeno se unió el desconocimiento absoluto de la población a estos eventos recurrentes (terremoto de Villa Giardino de 1955)

- 7 de septiembre de 2004 (20 años), a las 8.53 UTC-3 con 4,1 Richter

- 25 de diciembre de 2009 (15 años), a las 21.42 UTC-3 con 4,0 Richter